# Железнодорожный (городской округ Подольск)
Железнодорожный — посёлок в городском округе Подольск Московской области России.
До 2015 года входил в состав сельского поселения Лаговское Подольского района; до 2006 — в Лаговский сельский округ.

## История
До 2006 года Железнодорожный был небольшим посёлком. Его население составляло 89 человек в 2002 году и 87 человек в 2005 году. Согласно постановлению губернатора Московской области от 18 августа 2006 года в его состав вошёл крупный посёлок Центральной Усадьбы совхоза «Подольский».

## Расположение
Посёлок Железнодорожный расположен между частями городами Подольск: основной частью и районом Климовск (5 км до центра Подольска и 3 км до центра Климовска). Через посёлок проходит старое Симферопольское шоссе (в черте посёлка это Большая Серпуховская улица). От остановки «Железнодорожный» автобусы и маршрутки ходят до Подольска и Климовска. Рядом с посёлком находится платформа Весенняя Курского направления Московской железной дороги.

## Население
| 2002 | 2006 | 2010  |
| ---- | ---- | ----- |
| 89   | ↘87  | ↗1378 |